# John Ulric Nef
John Ulric Nef (Herisau, 14 juni 1862 – Carmel-by-the-Sea, 13 augustus 1915) was een Zwitsers-Amerikaans scheikundige. De Nef-reactie, een transformatie uit de organische chemie, werd naar hem vernoemd.

## Biografie
John Ulric Nef werd geboren in Zwitserland, maar hij migreerde met zijn ouders naar de Verenigde Staten. Daar studeerde hij scheikunde aan de Harvard-universiteit. Na zijn afstuderen in 1884 ging Nef werken voor Adolf von Baeyer aan de Ludwig Maximilians-Universiteit in München, waar hij in 1887 zijn doctorstitel behaalde.
Nef verhuisde opnieuw naar de Verenigde Staten, waar hij professor werd; eerst van 1887 tot 1889 aan de Purdue-universiteit en nadien van 1889 tot 1892 aan Clark University. In 1892 betrok Nef een docentenpositie aan de Universiteit van Chicago, alwaar hij de rest van zijn academische loopbaan spendeerde.